# 보람동도서관
보람동도서관은 세종특별자치시에 있는 시립 도서관이다.

## 연혁
- 2016년 12월 : 보람동 도서관 설치 공사
- 2017년 1월 : 보람동 도서관 개관

## 시설 안내
- 지하1층 : 지하주차장, 기계실, 전기실
- 1층 : 주차장
- 5층 : 종합자료실, 유아열람실, 디지털자료실, 일반열람실, 나눔서재, 사무실, 보존서고